# Zara Steiner
Zara Alice Shakow Steiner, FBA (Nueva York, 6 de noviembre de 1928-Cambridge, 13 de febrero de 2020) fue una historiadora y académica británico-estadounidense. Se especializó en Política Exterior, Relaciones Internacionales, Historia de Europa del siglo XX e Historia de los Estados Unidos.

## Biografía
De 1968 a 1995, fue profesora de la Nueva Sala de conferencias del Murray Edwards College, en la Universidad de Cambridge. En 2007, fue elegida miembro de la Academia Británica (FBA), como parte de la Academia Nacional de Humanidades y Ciencias Sociales.
Casada con George Steiner en 1955, del matrimonio nacieron dos hijos, David y Deborah, y dos nietos. Falleció el jueves 13 de febrero de 2020, diez días después que su marido.

## Obras
- Steiner, Zara S. (1969). The Foreign Office and foreign policy, 1898-1914. Cambridge: University press. ISBN 978-0521076548.
- Steiner, Zara S.; Neilson, Keith (2003). Britain and the origins of the First World War (2nd edición). Basingstoke: Palgrave Macmillan. ISBN 978-0333734667.
- Steiner, Zara (2005). The lights that failed: European international history 1919–1933. Oxford: Oxford University Press. ISBN 978-0198221142. Archivado desde el original el 24 de marzo de 2017. Consultado el 4 de febrero de 2020.
- Steiner, Zara (2010). The triumph of the dark: European international history 1933–1939. Oxford: Oxford University Press. ISBN 978-0199212002.